# 福山一樹
福山 一樹（ふくやま かずき、1988年6月3日 - ）は、日本の俳優である。埼玉県出身。血液型はAB型。特技はサッカー。

## 略歴
2005年、高校在学中に『がんばっていきまっしょい』でテレビドラマ初出演し、俳優デビュー。
2009年、『トミカヒーロー レスキューファイアー』の葵ツバサ / ファイアー4役で初のレギュラー出演を果たした。

## 出演

### テレビドラマ
- がんばっていきまっしょい（2005年、関西テレビ）
- お母さん ぼくが生まれてごめんなさい（2007年7月13日、フジテレビ） - 室井大樹 役
- Boy meets Cargirl
- トミカヒーロー レスキューファイアー（2009年7月4日 - 2010年3月27日、テレビ東京系） - 葵ツバサ / ファイアー4 役
- 警視庁失踪人捜査課 第2話（2010年4月23日、テレビ朝日） - ケン 役
  - 警視庁失踪人捜査課スペシャル（2011年12月24日、テレビ朝日）
- ヤメ検の女2（2011年2月19日、朝日放送・テレビ朝日） - 山本裕司 役
- 京都南署鑑識ファイル5
- アスコーマーチ（2011年4月24日 - 7月3日、テレビ朝日）
- マジすか学園3（2012年7月13日 - 、テレビ東京） - 代々木圭太 役
- 牙狼-GARO- 〜闇を照らす者〜 第4・5話（2013年4月26日・5月3日、テレビ東京） - 吉富 役
- 緊急取調室 ドラマスペシャル（2015年9月27日、テレビ朝日）
- 私 結婚できないんじゃなくて、しないんです 第4話（2016年5月6日、TBS）
- 模倣犯 後篇（2016年9月27日、テレビ東京）

### 映画
- ワルボロ（2007年9月8日公開）
- 魔法のiらんど 恋愛約束（2008年公開）
- クローズZEROII（2009年4月11日公開）

### 携帯ドラマ
- 恋愛約束（2008年） - 二ノ宮優斗 役

### 舞台
- WILD HALF〜奇跡の確率〜（2014年1月） - ウルフ 役